# ТВЧГ МНЕ
ТВЧГ МНЕ (на черногорски: ТВЦГ МНЕ / TVCG MNE) e телевизионен канал в Черна гора, международен канал на обществената Радио и телевизия на Черна гора. Създаден е през 1999 г. Излъчва чрез сателит, като е насочен към черногорската диаспора. Програмите му представят Черна гора като „мултикултурно и мултирелигиозно общество“.

## История
Каналът е създаден през 1999 г. в аналогов формат, но преминава изцяло към цифров формат през 2001 г. През юни 2007 г. каналът е добавен към пакета за излъчване на спътника Hot Bird 8, но през февруари 2010 г. е премахнат.
На 1 декември 2012 г. поради съкращения в бюджета държавната телевизия решава да прекрати излъчването на ТВЧГ Сат на спътника Eutelsat 16A поради липса на плащания. Сигналът му е възстановен на 19 декември.
На 20 октомври 2018 г. каналът прекратява излъчването си на транспондера на „Телеком Сърбия“ на Astra 3B, ограничавайки разпространението си до Eutelsat 16A. На 1 януари 2020 г. SD сигналът е изключен, оставяйки канала в HD разделителна способност.
На 21 септември 2022 г. каналът променя името си на TVCG MNE. Целта е зрителите лесно да могат да идентифицират страната му на произход със съкращението MNE, което е ISO 3166-1 alpha-3 кодът на Черна гора.